# Lovastatine
La lovastatine est une statine, famille d'hypolipidémiants, utilisés comme médicaments pour baisser la cholestérolémie de personnes qui risquent une maladie cardiovasculaire à cause de leur hypercholestérolémie. 
Les statines sont des inhibiteurs de la 3-hydroxy-3-méthyl-glutaryl coenzyme A réductase (ou inhibiteurs de la HMG-CoA réductase), enzyme-clé de la synthèse endogène du cholestérol.

## Histoire
La lovastatine, proche de la mévinoline, a été découverte en 1987 par A.W. Alberts à partir d'une souche de moisissures, Aspergillus terreus.
La lovastatine a obtenu son autorisation de mise sur le marché par la Food and Drug Administration en 1987 mais n'a pas été commercialisée en France. Elle est commercialisée au Canada sous le nom de Mevacor par les laboratoires Merck.
Il est possible de trouver cette substance sous le nom de monacoline K dans la levure de riz rouge issue d'un champignon microscopique, Monascus purpureus, qui produit sur le riz un pigment rouge caractéristique. Cependant, à la suite  de signalements d’effets indésirables susceptibles d’être liés à l’utilisation de compléments alimentaires à base de levure de riz rouge, l’ANSES (Agence nationale de sécurité sanitaire de l’alimentation, de l’environnement et du travail) s’est auto-saisie en France, en septembre 2012, de l’analyse des risques éventuels liés à leur consommation.